# The Wicker Man
«The Wicker Man» (с англ. — «Плетёный человек») — тридцать третий сингл британской хеви-метал-группы Iron Maiden. Первый сингл в поддержку альбома группы Brave New World. Брюс Дикинсон выпустил песню под таким же названием в альбоме The Best of Bruce Dickinson, но она не имеет ничего общего (кроме темы) с песней Iron Maiden.

## The Wicker Man
Песня была записана в 1999—2000 годах во время записи альбома Brave New World.
Содержание песни навеяно фильмом 1973 года «Плетёный человек», который в свою очередь отсылает к кельтскому обряду «плетёный человек», в котором человека, в качестве жертвоприношения, сжигали в клетке из сплетённых прутьев.
Это первая песня, написанная Эдрианом Смитом и Брюсом Дикинсоном после их воссоединения в группе. Гитарный рифф придумал Смит; Дикинсону он показался живым и он начал «набрасывать» к риффу мелодию. Стив Харрис внёс лепту в песню в виде небольшого гимноподобного вокализа в конце песни.
Текст песни написал Дикинсон. По его словам, она навеяна свободными ассоциациями. То чувство, что в один прекрасный день с тобой произойдёт что-то хорошее, и когда это день придёт, не надо от него уклоняться — общий смысл песни, отражённый в словах припева «Твоё время придёт» («Your time will come»).
«„Каждая секунда — это новая искра, чтобы зажечь Вселенную“ [из текста песни]. Если вы просто примете такое отношение к своей жизни, что каждая секунда вашей жизни — это ещё одна искорка в вечности, это великолепно»
Оригинальный текст (англ.)«Every second is a new spark to set the universe aflame» If you just take that attitude in your life--every second that's alive is another spark in eternity--it's great. 
Гитарное соло в песне исполнил Эдриан Смит.
Сингл вышел в мае 2000 года в трёх варианта: CD, Limited CD и двенадцатидюймовом виниле.
Радио-версия песни отличается от версии, записанной на диске, как продолжительностью, так и чередованием исполняемых строк (так, песня начинается с припева, в котором одно повторение «Your time will come» заменено на «Thy will be done» (с англ. — «Да будет воля Твоя»)). Эта запись считается сейчас весьма редкой.
В 2001 году песня была номинирована на Грэмми, но уступила песне «Elite» группы Deftones

## Сторона «B» сингла
В зависимости от формата сингла, сторона «B» была разной.

### Стандартная CD-версия
- «The Wicker Man», 4:35
- «Futureal» (live), 2:58, записана в ходе Ed Hunter Tour 15 сентября 1999 года в Хельсинки, первое исполнение песни Брюсом Дикинсоном;
- «Man on the Edge» (live), 4:37, записана в ходе Ed Hunter Tour 23 сентября 1999 года в Милане, исполнение песни Брюсом Дикинсоном;
- «The Wicker Man» (video), 4:35, видеоклип, снят Дином Карром, автором клипов Мэрилина Мэнсона

### Ограниченная CD-версия
Двойной сингл:

#### Диск 1
- «The Wicker Man», 4:35
- «Man on the Edge» (live), 4:37, 23 сентября 1999 года, Милан
- «Powerslave» (live), 7:11, записана в ходе Ed Hunter Tour 23 сентября 1999 года в Барселоне
- «The Wicker Man» (video), 4:35

#### Диск 2
- «The Wicker Man», 4:35
- «Futureal» (live), 2:58, 15 сентября 1999 года, Хельсинки
- «Killers» (live), 4:28, записана в ходе Ed Hunter Tour 10 сентября 1999 года в Роттердаме
- «Futureal» (live video), 2:58, видео того же самого исполнения песни в Хельсинки.

Конверт 12” pictured LP

### 12” pictured LP

#### Сторона А
- «The Wicker Man», 4:35

#### Сторона B
- «Powerslave» (live), 7:11, 23 сентября 1999 года, Барселона
- «Killers» (live), 4:28, 10 сентября 1999 года, Роттердам

## Конверт
Оформление конверта также зависело от формата релиза.
На конверте стандартного выпуска была использована фотография объединившейся группы с Брюсом Дикинсоном, держащим факел, на переднем плане, и силуэтом «плетёного человека» на заднем плане. К диску прилагался бирдекель, на котором с одной стороны был рисунок с лимитированного издания сингла, а на другой традиционное стилизованное жёлто-чёрное изображение Эдди, которое долгое время используется на официальном сайте группы.
На внутреннем конверте 12” pictured LP был помещён рисунок Марка Уилкинсона (оформлял такие конверты, как например Ram It Down и Painkiller группы Judas Priest), после того, как работы Дерека Риггса были отклонены (это была последняя попытка группы работать с Риггсом вплоть до работы над фильмом Iron Maiden: Flight 666). На рисунке изображён Эдди в образе возвышающегося над толпой горящего плетёного человека. На обратной стороне была часть того же рисунка.
Конверт первого диска лимитированного издания сингла был такой же, как и обычный. Второй диск был в коробке без оформления: работой Уилкинсона был оформлен сам диск. К лимитированному изданию прилагались постеры.

## Участники
- Брюс Дикинсон — вокал
- Стив Харрис — бас, клавишные
- Яник Герс — гитара
- Эдриан Смит — гитара
- Дейв Мюррей — гитара
- Нико МакБрэйн — ударные

## Чарты
| Чарт (2000)      | Позиция |
| ---------------- | ------- |
| Канада           | 4       |
| Дания            | 45      |
| Финляндия        | 11      |
| Франция          | 39      |
| Германия         | 38      |
| Италия           | 3       |
| Норвегия         | 9       |
| Швеция           | 5       |
| Швейцария        | 83      |
| UK Singles Chart | 9       |